# Pisidium clessini
Pisidium clessini is een uitgestorven tweekleppige schelpensoort uit het zoete water. Jongere, nu niet meer gebruikte synoniemen zijn: Pisidium antiquum, Pisidium astartoides en Pisidium sulcatum.

## Naam
De soortnaam werd in 1875 gepubliceerd door Melchior von Neumayr (1845-1890) als Pisidium clessini De soort werd vernoemd naar de malacoloog Stephan Clessin (1833-1911).

## Beschrijving

### Schelp
De schelp heeft een ovale vorm met een iets uitstekende umbo die achter het midden ligt. Er is een opvallende concentrische (dus parallel verlopend aan de onderrand) ribben sculptuur. De ribben zijn scherp en zijn gescheiden door een vrij grote tussenribsruimte. Bij de umbo bevinden zich twee (soms drie) zeer sterk geprononceerde ribben die naar beide zijkanten minder geprononceerd worden. Deze sterkere ribben bij de umbo zijn een zeer duidelijk kenmerk van deze soort. De ribben kunnen in uitzonderingsgevallen geheel vervagen maar de één of twee geprononceerde ribben bij de umbo zijn altijd aanwezig. Radiale ribben ontbreken. De binnenrand van de schelp is glad en niet gecrenuleerd. Er is een heterodont slot met krachtige cardinale en laterale tanden. De laterale tanden zijn niet gecrenuleerd. Er is een scherp afgebakende ligamentgroeve. De schelp van deze soort is enigszins variabel van vorm en lijkt soms erg veel op de niet uitgestorven soort Pisidium amnicum. Beide soorten zijn de twee grootste soorten van het geslacht Pisidium.
Afmetingen van de schelp
- lengte: tot 7,8 millimeter.
- breedte: tot 6,5 millimeter.
- semidiameter: tot 2,2 millimeter.

## Paleo-ecologie
Pisidium clessini wordt uitsluitend aangetroffen met zoetwatermollusken die tegenwoordig nog leven in stromend en bewogen water en wordt daarom als een kenmerkende riviersoort beschouwd.

## Huidige verspreiding
Pisidium clessini is uitgestorven en komt dus niet meer in de levende fauna voor.

## Fossiel voorkomen
Deze soort komt wijd verspreid in heel Europa voor vanaf het begin van het Plioceen, maar vooral tijdens interglacialen van het Vroeg- en Midden Pleistoceen. In Nederland is de soort alleen bekend uit Vroeg- en Midden Pleistocene afzettingen van de Rijn (Formaties van Waalre, Sterksel en Urk en in mariene afzettingen die daarmee vertanden zoals bijvoorbeeld de Formatie van Maassluis) tijdens interglacialen van het Tiglien, Waalien, Bavelien, Cromerien en tijdens het Oostermeer Interglaciaal. Na dit laatste interglaciaal, dus voor de koude van het Saalien, sterft de soort uit. Uit België is Pisidium clessini niet bekend.